# Justin Kientega

Bischofswappen von Justin Kientega

Justin Kientega (* 7. Juli 1959 in Temnaoré, Obervolta) ist ein burkinischer Geistlicher und römisch-katholischer Bischof von Ouahigouya.

## Leben
Justin Kientega studierte ab 1980 am Priesterseminar von Ouagadougou und empfing am 25. Juli 1987 das Sakrament der Priesterweihe für das Bistum Koudougou. Kientega wirkte in dieser Diözese zunächst als Pfarrvikar und Kaplan. Von 1992 bis 2002 war er Dompfarrer an der Kathedrale in Koudougou. Anschließend studierte er von 2002 bis 2007 am Internationalen Institut für Theologie der Krankenpastoral Camillianum der Päpstlichen Fakultät Teresianum in Rom und wurde in Theologie promoviert. Ab 2008 war er Diözesanökonom des Bistums Koudougou sowie Seelsorger am regionalen Krankenhauszentrum.
Am 2. Februar 2010 ernannte ihn Papst Benedikt XVI. zum Bischof von Ouahigouya. Der Erzbischof von Ouagadougou, Philippe Ouédraogo, spendete ihm am 29. Mai desselben Jahres die Bischofsweihe; Mitkonsekratoren waren der Erzbischof von Koupéla, Séraphin François Rouamba, und der Bischof von Koudougou, Basile Tapsoba.